# فابيان تروخيو
فابيان تروخيو (بالإسبانية: Fabián Trujillo)‏ هو لاعب كرة قدم أوروغواياني في مركز الوسط، ولد في 6 يوليو 1986 في مونتفيدو في الأوروغواي. لعب مع أتليتيكو بروغريسو ‏.

## وصلات خارجية
- فابيان تروخيو على موقع إي إس بي إن إف سي (الإنجليزية)
- فابيان تروخيو على موقع قاعدة بيانات كرة القدم.إي يو (الإنجليزية)
- فابيان تروخيو على موقع Soccerway.com (الإنجليزية)
- فابيان تروخيو على موقع عالم كرة القدم.نت (الإنجليزية)